# Tour de Eslovenia 2023
La 29.ª edición del Tour de Eslovenia fue una carrera de ciclismo en ruta por etapas que se celebró entre el 15 y el 19 de junio de 2023 en Eslovenia, con inicio en la ciudad de Nova Gorica y final en la ciudad de Novo Mesto sobre un recorrido de 791,6 km.
La prueba hizo parte del UCI ProSeries 2023, dentro de la categoría 2.Pro, y fue ganada por el italiano Filippo Zana del Jayco AlUla. Completaron el podio, como segundo y tercer clasificado respectivamente, el esloveno Matej Mohorič del Bahrain Victorious y el también italiano Diego Ulissi del UAE Emirates.

## Equipos participantes
Tomaron parte en la carrera 20 equipos de los cuales 4 son de categoría UCI WorldTeam, 10 de categoría UCI ProTeam, 5 de categoría Continental y la selección nacional de Eslovenia, quienes formaron un pelotón de 138 ciclistas de los que terminaron 112. Los equipos participantes fueron:
| WorldTeams (4)- Bahrain Victorious - Bora-Hansgrohe - Team Jayco AlUla - UAE Team Emirates ProTeams (10)- Bingoal WB - Caja Rural-Seguros RGA - Eolo-Kometa - Equipo Kern Pharma - Euskaltel-Euskadi - Green Project-Bardiani CSF-Faizanè - Human Powered Health - Q36.5 Pro Cycling Team - Team Corratec-Selle Italia - Tudor Pro Cycling Team Equipos continentales (5)- Adria Mobil - Cycling Team Kranj - Ljubljana Gusto Santic - RRK Group-Pierre Baguette-Benzinol - Team Vorarlberg Equipo nacional- Eslovenia |
| |

## Etapas
| Etapa     | Fecha     | Recorrido               | type             | Distancia (km) | Desnivel (m) | Ganador           | Líder             |
| --------- | --------- | ----------------------- | ---------------- | -------------- | ------------ | ----------------- | ----------------- |
| 1.ª etapa | 14 de jun | Celje – Rogaška Slatina | etapa escarpada  | 188,6          | 2382 m       | Dylan Groenewegen | Dylan Groenewegen |
| 2.ª etapa | 15 de jun | Žalec – Ormož           | etapa escarpada  | 163,1          | 1378 m       | Dylan Groenewegen | Dylan Groenewegen |
| 3.ª etapa | 16 de jun | Grosuplje – Postojna    | etapa escarpada  | 173,4          | 2483 m       | Ide Schelling     | Dylan Groenewegen |
| 4.ª etapa | 17 de jun | Liubliana – Kobarid     | etapa de montaña | 165,6          | 3623 m       | Jesús David Peña  | Filippo Zana      |
| 5.ª etapa | 18 de jun | Vrhnika – Novo Mesto    | etapa escarpada  | 142,6          | 1651 m       | Matej Mohorič     | Filippo Zana      |

## Desarrollo de la carrera

### 1.ª etapa
| Celje - Rogaška Slatina | etapa escarpada | (188,6 km) |

| \| Clasificación de la etapa \| Clasificación de la etapa \| Clasificación de la etapa \| Clasificación de la etapa \| Clasificación de la etapa \| \| Ciclista \| Ciclista \| Equipo \| Tiempo \| \| \| ------------------------- \| ------------------------- \| ------------------------- \| ------------------------- \| ------------------------- \| \| 1.º \| Dylan Groenewegen \| Team Jayco AlUla \| 4 h 33 min 23 s \| \| \| 2.º \| Phil Bauhaus \| Bahrain Victorious \| + 0 s \| \| \| 3.º \| Matteo Moschetti \| Q36.5 Pro Cycling Team \| + 0 s \| \| \| 4.º \| Stanisław Aniołkowski \| Human Powered Health \| + 0 s \| \| \| 5.º \| David González López \| Caja Rural-Seguros RGA \| + 0 s \| \| \| 6.º \| Ide Schelling \| Bora-Hansgrohe \| + 0 s \| \| \| 7.º \| Nils Brun \| Tudor Pro Cycling Team \| + 0 s \| \| \| 8.º \| Jon Barrenetxea \| Caja Rural-Seguros RGA \| + 0 s \| \| \| 9.º \| Fernando Barceló \| Caja Rural-Seguros RGA \| + 0 s \| \| \| 10.º \| Carlos Canal \| Euskaltel-Euskadi \| + 0 s \| \| |                       |                        |                 |
| |                       |                        |                 |
| Fuente: ProCyclingStats |                       |                        |                 |
| Clasificación de la etapa |                       |                        |                 |
| Ciclista | Ciclista              | Equipo                 | Tiempo          |
| 1.º | Dylan Groenewegen     | Team Jayco AlUla       | 4 h 33 min 23 s |
| 2.º | Phil Bauhaus          | Bahrain Victorious     | + 0 s           |
| 3.º | Matteo Moschetti      | Q36.5 Pro Cycling Team | + 0 s           |
| 4.º | Stanisław Aniołkowski | Human Powered Health   | + 0 s           |
| 5.º | David González López  | Caja Rural-Seguros RGA | + 0 s           |
| 6.º | Ide Schelling         | Bora-Hansgrohe         | + 0 s           |
| 7.º | Nils Brun             | Tudor Pro Cycling Team | + 0 s           |
| 8.º | Jon Barrenetxea       | Caja Rural-Seguros RGA | + 0 s           |
| 9.º | Fernando Barceló      | Caja Rural-Seguros RGA | + 0 s           |
| 10.º | Carlos Canal          | Euskaltel-Euskadi      | + 0 s           |

| \| Clasificación general \| Clasificación general \| Clasificación general \| Clasificación general \| Clasificación general \| \| Ciclista \| Ciclista \| Equipo \| Tiempo \| \| \| --------------------- \| --------------------- \| ---------------------- \| --------------------- \| --------------------- \| \| 1.º \| Dylan Groenewegen \| Team Jayco AlUla \| 4 h 33 min 13 s \| \| \| 2.º \| Phil Bauhaus \| Bahrain Victorious \| + 4 s \| \| \| 3.º \| Matteo Moschetti \| Q36.5 Pro Cycling Team \| + 6 s \| \| \| 4.º \| Andrea Garosio \| Eolo-Kometa \| + 7 s \| \| \| 5.º \| Raúl García Pierna \| Equipo Kern Pharma \| + 8 s \| \| \| 6.º \| Diego Ulissi \| UAE Team Emirates \| + 9 s \| \| \| 7.º \| Matej Mohorič \| Bahrain Victorious \| + 10 s \| \| \| 8.º \| Pirmin Benz \| Team Vorarlberg \| + 10 s \| \| \| 9.º \| Michal Schlegel \| Caja Rural-Seguros RGA \| + 10 s \| \| \| 10.º \| Unai Iribar \| Euskaltel-Euskadi \| + 10 s \| \| |                    |                        |                 |
| |                    |                        |                 |
| Fuente: ProCyclingStats |                    |                        |                 |
| Clasificación general |                    |                        |                 |
| Ciclista | Ciclista           | Equipo                 | Tiempo          |
| 1.º | Dylan Groenewegen  | Team Jayco AlUla       | 4 h 33 min 13 s |
| 2.º | Phil Bauhaus       | Bahrain Victorious     | + 4 s           |
| 3.º | Matteo Moschetti   | Q36.5 Pro Cycling Team | + 6 s           |
| 4.º | Andrea Garosio     | Eolo-Kometa            | + 7 s           |
| 5.º | Raúl García Pierna | Equipo Kern Pharma     | + 8 s           |
| 6.º | Diego Ulissi       | UAE Team Emirates      | + 9 s           |
| 7.º | Matej Mohorič      | Bahrain Victorious     | + 10 s          |
| 8.º | Pirmin Benz        | Team Vorarlberg        | + 10 s          |
| 9.º | Michal Schlegel    | Caja Rural-Seguros RGA | + 10 s          |
| 10.º | Unai Iribar        | Euskaltel-Euskadi      | + 10 s          |

### 2.ª etapa
| Žalec - Ormož | etapa escarpada | (163,1 km) |

| \| Clasificación de la etapa \| Clasificación de la etapa \| Clasificación de la etapa \| Clasificación de la etapa \| Clasificación de la etapa \| \| Ciclista \| Ciclista \| Equipo \| Tiempo \| \| \| ------------------------- \| ------------------------- \| ---------------------------------- \| ------------------------- \| ------------------------- \| \| 1.º \| Dylan Groenewegen \| Team Jayco AlUla \| 3 h 49 min 39 s \| \| \| 2.º \| Matteo Moschetti \| Q36.5 Pro Cycling Team \| + 0 s \| \| \| 3.º \| Phil Bauhaus \| Bahrain Victorious \| + 0 s \| \| \| 4.º \| David González López \| Caja Rural-Seguros RGA \| + 0 s \| \| \| 5.º \| Robin Froidevaux \| Tudor Pro Cycling Team \| + 0 s \| \| \| 6.º \| Pau Miquel \| Equipo Kern Pharma \| + 0 s \| \| \| 7.º \| Ide Schelling \| Bora-Hansgrohe \| + 0 s \| \| \| 8.º \| Luca Colnaghi \| Green Project-Bardiani CSF-Faizanè \| + 0 s \| \| \| 9.º \| Fernando Barceló \| Caja Rural-Seguros RGA \| + 0 s \| \| \| 10.º \| Martin Marcellusi \| Green Project-Bardiani CSF-Faizanè \| + 0 s \| \| |                      |                                    |                 |
| |                      |                                    |                 |
| Fuente: ProCyclingStats |                      |                                    |                 |
| Clasificación de la etapa |                      |                                    |                 |
| Ciclista | Ciclista             | Equipo                             | Tiempo          |
| 1.º | Dylan Groenewegen    | Team Jayco AlUla                   | 3 h 49 min 39 s |
| 2.º | Matteo Moschetti     | Q36.5 Pro Cycling Team             | + 0 s           |
| 3.º | Phil Bauhaus         | Bahrain Victorious                 | + 0 s           |
| 4.º | David González López | Caja Rural-Seguros RGA             | + 0 s           |
| 5.º | Robin Froidevaux     | Tudor Pro Cycling Team             | + 0 s           |
| 6.º | Pau Miquel           | Equipo Kern Pharma                 | + 0 s           |
| 7.º | Ide Schelling        | Bora-Hansgrohe                     | + 0 s           |
| 8.º | Luca Colnaghi        | Green Project-Bardiani CSF-Faizanè | + 0 s           |
| 9.º | Fernando Barceló     | Caja Rural-Seguros RGA             | + 0 s           |
| 10.º | Martin Marcellusi    | Green Project-Bardiani CSF-Faizanè | + 0 s           |

| \| Clasificación general \| Clasificación general \| Clasificación general \| Clasificación general \| Clasificación general \| \| Ciclista \| Ciclista \| Equipo \| Tiempo \| \| \| --------------------- \| --------------------- \| ---------------------------------- \| --------------------- \| --------------------- \| \| 1.º \| Dylan Groenewegen \| Team Jayco AlUla \| 8 h 22 min 42 s \| \| \| 2.º \| Matteo Moschetti \| Q36.5 Pro Cycling Team \| + 10 s \| \| \| 3.º \| Phil Bauhaus \| Bahrain Victorious \| + 10 s \| \| \| 4.º \| Raúl García Pierna \| Equipo Kern Pharma \| + 18 s \| \| \| 5.º \| Diego Ulissi \| UAE Team Emirates \| + 19 s \| \| \| 6.º \| David González López \| Caja Rural-Seguros RGA \| + 20 s \| \| \| 7.º \| Robin Froidevaux \| Tudor Pro Cycling Team \| + 20 s \| \| \| 8.º \| Ide Schelling \| Bora-Hansgrohe \| + 20 s \| \| \| 9.º \| Fernando Barceló \| Caja Rural-Seguros RGA \| + 20 s \| \| \| 10.º \| Luca Colnaghi \| Green Project-Bardiani CSF-Faizanè \| + 20 s \| \| |                      |                                    |                 |
| |                      |                                    |                 |
| Fuente: ProCyclingStats |                      |                                    |                 |
| Clasificación general |                      |                                    |                 |
| Ciclista | Ciclista             | Equipo                             | Tiempo          |
| 1.º | Dylan Groenewegen    | Team Jayco AlUla                   | 8 h 22 min 42 s |
| 2.º | Matteo Moschetti     | Q36.5 Pro Cycling Team             | + 10 s          |
| 3.º | Phil Bauhaus         | Bahrain Victorious                 | + 10 s          |
| 4.º | Raúl García Pierna   | Equipo Kern Pharma                 | + 18 s          |
| 5.º | Diego Ulissi         | UAE Team Emirates                  | + 19 s          |
| 6.º | David González López | Caja Rural-Seguros RGA             | + 20 s          |
| 7.º | Robin Froidevaux     | Tudor Pro Cycling Team             | + 20 s          |
| 8.º | Ide Schelling        | Bora-Hansgrohe                     | + 20 s          |
| 9.º | Fernando Barceló     | Caja Rural-Seguros RGA             | + 20 s          |
| 10.º | Luca Colnaghi        | Green Project-Bardiani CSF-Faizanè | + 20 s          |

### 3.ª etapa
| Grosuplje - Postojna | etapa escarpada | (173,4 km) |

| \| Clasificación de la etapa \| Clasificación de la etapa \| Clasificación de la etapa \| Clasificación de la etapa \| Clasificación de la etapa \| \| Ciclista \| Ciclista \| Equipo \| Tiempo \| \| \| ------------------------- \| ------------------------- \| ------------------------- \| ------------------------- \| ------------------------- \| \| 1.º \| Ide Schelling \| Bora-Hansgrohe \| 4 h 08 min 42 s \| \| \| 2.º \| Luka Mezgec \| Team Jayco AlUla \| + 0 s \| \| \| 3.º \| Robin Froidevaux \| Tudor Pro Cycling Team \| + 0 s \| \| \| 4.º \| Marco Tizza \| Bingoal WB \| + 0 s \| \| \| 5.º \| Rui Oliveira \| UAE Team Emirates \| + 0 s \| \| \| 6.º \| Jaka Primožič \| Eslovenia \| + 0 s \| \| \| 7.º \| Lennert Teugels \| Bingoal WB \| + 0 s \| \| \| 8.º \| Anže Skok \| Ljubljana Gusto Santic \| + 0 s \| \| \| 9.º \| Floris De Tier \| Bingoal WB \| + 0 s \| \| \| 10.º \| Simon Pellaud \| Tudor Pro Cycling Team \| + 0 s \| \| |                  |                        |                 |
| |                  |                        |                 |
| Fuente: ProCyclingStats |                  |                        |                 |
| Clasificación de la etapa |                  |                        |                 |
| Ciclista | Ciclista         | Equipo                 | Tiempo          |
| 1.º | Ide Schelling    | Bora-Hansgrohe         | 4 h 08 min 42 s |
| 2.º | Luka Mezgec      | Team Jayco AlUla       | + 0 s           |
| 3.º | Robin Froidevaux | Tudor Pro Cycling Team | + 0 s           |
| 4.º | Marco Tizza      | Bingoal WB             | + 0 s           |
| 5.º | Rui Oliveira     | UAE Team Emirates      | + 0 s           |
| 6.º | Jaka Primožič    | Eslovenia              | + 0 s           |
| 7.º | Lennert Teugels  | Bingoal WB             | + 0 s           |
| 8.º | Anže Skok        | Ljubljana Gusto Santic | + 0 s           |
| 9.º | Floris De Tier   | Bingoal WB             | + 0 s           |
| 10.º | Simon Pellaud    | Tudor Pro Cycling Team | + 0 s           |

| \| Clasificación general \| Clasificación general \| Clasificación general \| Clasificación general \| Clasificación general \| \| Ciclista \| Ciclista \| Equipo \| Tiempo \| \| \| --------------------- \| --------------------- \| ---------------------- \| --------------------- \| --------------------- \| \| 1.º \| Dylan Groenewegen \| Team Jayco AlUla \| 12 h 31 min 24 s \| \| \| 2.º \| Ide Schelling \| Bora-Hansgrohe \| + 10 s \| \| \| 3.º \| Luka Mezgec \| Team Jayco AlUla \| + 14 s \| \| \| 4.º \| Robin Froidevaux \| Tudor Pro Cycling Team \| + 16 s \| \| \| 5.º \| Raúl García Pierna \| Equipo Kern Pharma \| + 18 s \| \| \| 6.º \| Diego Ulissi \| UAE Team Emirates \| + 19 s \| \| \| 7.º \| Rui Oliveira \| UAE Team Emirates \| + 20 s \| \| \| 8.º \| David González López \| Caja Rural-Seguros RGA \| + 20 s \| \| \| 9.º \| Dylan Hopkins \| Ljubljana Gusto Santic \| + 20 s \| \| \| 10.º \| Joel Nicolau \| Caja Rural-Seguros RGA \| + 20 s \| \| |                      |                        |                  |
| |                      |                        |                  |
| Fuente: ProCyclingStats |                      |                        |                  |
| Clasificación general |                      |                        |                  |
| Ciclista | Ciclista             | Equipo                 | Tiempo           |
| 1.º | Dylan Groenewegen    | Team Jayco AlUla       | 12 h 31 min 24 s |
| 2.º | Ide Schelling        | Bora-Hansgrohe         | + 10 s           |
| 3.º | Luka Mezgec          | Team Jayco AlUla       | + 14 s           |
| 4.º | Robin Froidevaux     | Tudor Pro Cycling Team | + 16 s           |
| 5.º | Raúl García Pierna   | Equipo Kern Pharma     | + 18 s           |
| 6.º | Diego Ulissi         | UAE Team Emirates      | + 19 s           |
| 7.º | Rui Oliveira         | UAE Team Emirates      | + 20 s           |
| 8.º | David González López | Caja Rural-Seguros RGA | + 20 s           |
| 9.º | Dylan Hopkins        | Ljubljana Gusto Santic | + 20 s           |
| 10.º | Joel Nicolau         | Caja Rural-Seguros RGA | + 20 s           |

### 4.ª etapa
| Liubliana - Kobarid | etapa de montaña | (165,6 km) |

| \| Clasificación de la etapa \| Clasificación de la etapa \| Clasificación de la etapa \| Clasificación de la etapa \| Clasificación de la etapa \| \| Ciclista \| Ciclista \| Equipo \| Tiempo \| \| \| ------------------------- \| ------------------------- \| ------------------------- \| ------------------------- \| ------------------------- \| \| 1.º \| Jesús David Peña \| Team Jayco AlUla \| 4 h 20 min 46 s \| \| \| 2.º \| Filippo Zana \| Team Jayco AlUla \| + 17 s \| \| \| 3.º \| Diego Ulissi \| UAE Team Emirates \| + 17 s \| \| \| 4.º \| Lorenzo Fortunato \| Eolo-Kometa \| + 17 s \| \| \| 5.º \| Giovanni Aleotti \| Bora-Hansgrohe \| + 22 s \| \| \| 6.º \| Matej Mohorič \| Bahrain Victorious \| + 36 s \| \| \| 7.º \| Wout Poels \| Bahrain Victorious \| + 36 s \| \| \| 8.º \| Paul Double \| Human Powered Health \| + 36 s \| \| \| 9.º \| Matteo Badilatti \| Q36.5 Pro Cycling Team \| + 36 s \| \| \| 10.º \| Ben Zwiehoff \| Bora-Hansgrohe \| + 39 s \| \| |                   |                        |                 |
| |                   |                        |                 |
| Fuente: ProCyclingStats |                   |                        |                 |
| Clasificación de la etapa |                   |                        |                 |
| Ciclista | Ciclista          | Equipo                 | Tiempo          |
| 1.º | Jesús David Peña  | Team Jayco AlUla       | 4 h 20 min 46 s |
| 2.º | Filippo Zana      | Team Jayco AlUla       | + 17 s          |
| 3.º | Diego Ulissi      | UAE Team Emirates      | + 17 s          |
| 4.º | Lorenzo Fortunato | Eolo-Kometa            | + 17 s          |
| 5.º | Giovanni Aleotti  | Bora-Hansgrohe         | + 22 s          |
| 6.º | Matej Mohorič     | Bahrain Victorious     | + 36 s          |
| 7.º | Wout Poels        | Bahrain Victorious     | + 36 s          |
| 8.º | Paul Double       | Human Powered Health   | + 36 s          |
| 9.º | Matteo Badilatti  | Q36.5 Pro Cycling Team | + 36 s          |
| 10.º | Ben Zwiehoff      | Bora-Hansgrohe         | + 39 s          |

| \| Clasificación general \| Clasificación general \| Clasificación general \| Clasificación general \| Clasificación general \| \| Ciclista \| Ciclista \| Equipo \| Tiempo \| \| \| --------------------- \| --------------------- \| --------------------- \| --------------------- \| --------------------- \| \| 1.º \| Filippo Zana \| Team Jayco AlUla \| 16 h 52 min 41 s \| \| \| 2.º \| Diego Ulissi \| UAE Team Emirates \| + 1 s \| \| \| 3.º \| Lorenzo Fortunato \| Eolo-Kometa \| + 6 s \| \| \| 4.º \| Giovanni Aleotti \| Bora-Hansgrohe \| + 11 s \| \| \| 5.º \| Jesús David Peña \| Team Jayco AlUla \| + 12 s \| \| \| 6.º \| Matej Mohorič \| Bahrain Victorious \| + 22 s \| \| \| 7.º \| Paul Double \| Human Powered Health \| + 25 s \| \| \| 8.º \| Wout Poels \| Bahrain Victorious \| + 25 s \| \| \| 9.º \| Ben Zwiehoff \| Bora-Hansgrohe \| + 28 s \| \| \| 10.º \| Jordi López \| Equipo Kern Pharma \| + 51 s \| \| |                   |                      |                  |
| |                   |                      |                  |
| Fuente: ProCyclingStats |                   |                      |                  |
| Clasificación general |                   |                      |                  |
| Ciclista | Ciclista          | Equipo               | Tiempo           |
| 1.º | Filippo Zana      | Team Jayco AlUla     | 16 h 52 min 41 s |
| 2.º | Diego Ulissi      | UAE Team Emirates    | + 1 s            |
| 3.º | Lorenzo Fortunato | Eolo-Kometa          | + 6 s            |
| 4.º | Giovanni Aleotti  | Bora-Hansgrohe       | + 11 s           |
| 5.º | Jesús David Peña  | Team Jayco AlUla     | + 12 s           |
| 6.º | Matej Mohorič     | Bahrain Victorious   | + 22 s           |
| 7.º | Paul Double       | Human Powered Health | + 25 s           |
| 8.º | Wout Poels        | Bahrain Victorious   | + 25 s           |
| 9.º | Ben Zwiehoff      | Bora-Hansgrohe       | + 28 s           |
| 10.º | Jordi López       | Equipo Kern Pharma   | + 51 s           |

### 5.ª etapa
| Vrhnika - Novo Mesto | etapa escarpada | (142,6 km) |

| \| Clasificación de la etapa \| Clasificación de la etapa \| Clasificación de la etapa \| Clasificación de la etapa \| Clasificación de la etapa \| \| Ciclista \| Ciclista \| Equipo \| Tiempo \| \| \| ------------------------- \| ------------------------- \| ------------------------- \| ------------------------- \| ------------------------- \| \| 1.º \| Matej Mohorič \| Bahrain Victorious \| 3 h 07 min 49 s \| \| \| 2.º \| Filippo Zana \| Team Jayco AlUla \| + 0 s \| \| \| 3.º \| Luka Mezgec \| Team Jayco AlUla \| + 16 s \| \| \| 4.º \| Lucas Eriksson \| Tudor Pro Cycling Team \| + 16 s \| \| \| 5.º \| Joel Nicolau \| Caja Rural-Seguros RGA \| + 16 s \| \| \| 6.º \| Giovanni Aleotti \| Bora-Hansgrohe \| + 16 s \| \| \| 7.º \| Jesús David Peña \| Team Jayco AlUla \| + 16 s \| \| \| 8.º \| Johan Meens \| Bingoal WB \| + 16 s \| \| \| 9.º \| Diego Ulissi \| UAE Team Emirates \| + 16 s \| \| \| 10.º \| Ben Zwiehoff \| Bora-Hansgrohe \| + 16 s \| \| |                  |                        |                 |
| |                  |                        |                 |
| Fuente: ProCyclingStats |                  |                        |                 |
| Clasificación de la etapa |                  |                        |                 |
| Ciclista | Ciclista         | Equipo                 | Tiempo          |
| 1.º | Matej Mohorič    | Bahrain Victorious     | 3 h 07 min 49 s |
| 2.º | Filippo Zana     | Team Jayco AlUla       | + 0 s           |
| 3.º | Luka Mezgec      | Team Jayco AlUla       | + 16 s          |
| 4.º | Lucas Eriksson   | Tudor Pro Cycling Team | + 16 s          |
| 5.º | Joel Nicolau     | Caja Rural-Seguros RGA | + 16 s          |
| 6.º | Giovanni Aleotti | Bora-Hansgrohe         | + 16 s          |
| 7.º | Jesús David Peña | Team Jayco AlUla       | + 16 s          |
| 8.º | Johan Meens      | Bingoal WB             | + 16 s          |
| 9.º | Diego Ulissi     | UAE Team Emirates      | + 16 s          |
| 10.º | Ben Zwiehoff     | Bora-Hansgrohe         | + 16 s          |

## Clasificaciones finales
Las clasificaciones finalizaron de la siguiente forma:

### Clasificación general
| \| Clasificación general \| Clasificación general \| Clasificación general \| Clasificación general \| Clasificación general \| \| Ciclista \| Ciclista \| Equipo \| Tiempo \| \| \| --------------------- \| --------------------- \| --------------------- \| --------------------- \| --------------------- \| \| 1.º \| Filippo Zana \| Team Jayco AlUla \| 20 h 00 min 24 s \| \| \| 2.º \| Matej Mohorič \| Bahrain Victorious \| + 18 s \| \| \| 3.º \| Diego Ulissi \| UAE Team Emirates \| + 23 s \| \| \| 4.º \| Giovanni Aleotti \| Bora-Hansgrohe \| + 33 s \| \| \| 5.º \| Jesús David Peña \| Team Jayco AlUla \| + 34 s \| \| \| 6.º \| Lorenzo Fortunato \| Eolo-Kometa \| + 46 s \| \| \| 7.º \| Ben Zwiehoff \| Bora-Hansgrohe \| + 50 s \| \| \| 8.º \| Paul Double \| Human Powered Health \| + 1 min 05 s \| \| \| 9.º \| Wout Poels \| Bahrain Victorious \| + 1 min 05 s \| \| \| 10.º \| Jordi López \| Equipo Kern Pharma \| + 1 min 31 s \| \| |                   |                      |                  |
| |                   |                      |                  |
| Fuente: ProCyclingStats |                   |                      |                  |
| Clasificación general |                   |                      |                  |
| Ciclista | Ciclista          | Equipo               | Tiempo           |
| 1.º | Filippo Zana      | Team Jayco AlUla     | 20 h 00 min 24 s |
| 2.º | Matej Mohorič     | Bahrain Victorious   | + 18 s           |
| 3.º | Diego Ulissi      | UAE Team Emirates    | + 23 s           |
| 4.º | Giovanni Aleotti  | Bora-Hansgrohe       | + 33 s           |
| 5.º | Jesús David Peña  | Team Jayco AlUla     | + 34 s           |
| 6.º | Lorenzo Fortunato | Eolo-Kometa          | + 46 s           |
| 7.º | Ben Zwiehoff      | Bora-Hansgrohe       | + 50 s           |
| 8.º | Paul Double       | Human Powered Health | + 1 min 05 s     |
| 9.º | Wout Poels        | Bahrain Victorious   | + 1 min 05 s     |
| 10.º | Jordi López       | Equipo Kern Pharma   | + 1 min 31 s     |

### Clasificación de la montaña
| Clasificación de la montaña | Clasificación de la montaña | Clasificación de la montaña        | Clasificación de la montaña | Clasificación de la montaña |
| Ciclista                    | Ciclista                    | Equipo                             | Puntos                      |                             |
| --------------------------- | --------------------------- | ---------------------------------- | --------------------------- | --------------------------- |
| 1.º                         | Samuele Zoccarato           | Green Project-Bardiani CSF-Faizanè | 16 pts                      |                             |
| 2.º                         | Filippo Zana                | Team Jayco AlUla                   | 12 pts                      |                             |
| 3.º                         | Jesús David Peña            | Team Jayco AlUla                   | 10 pts                      |                             |
| 4.º                         | Colin Stüssi                | Team Vorarlberg                    | 8 pts                       |                             |
| 5.º                         | Lukas Meiler                | Team Vorarlberg                    | 7 pts                       |                             |
| 6.º                         | Giovanni Aleotti            | Bora-Hansgrohe                     | 6 pts                       |                             |
| 7.º                         | Ben Zwiehoff                | Bora-Hansgrohe                     | 6 pts                       |                             |
| 8.º                         | Matteo Badilatti            | Q36.5 Pro Cycling Team             | 6 pts                       |                             |
| 9.º                         | Diego Ulissi                | UAE Team Emirates                  | 4 pts                       |                             |
| 10.º                        | Paul Double                 | Human Powered Health               | 4 pts                       |                             |

### Clasificación por puntos
| Clasificación por puntos | Clasificación por puntos | Clasificación por puntos | Clasificación por puntos | Clasificación por puntos |
| Ciclista                 | Ciclista                 | Equipo                   | Puntos                   |                          |
| ------------------------ | ------------------------ | ------------------------ | ------------------------ | ------------------------ |
| 1.º                      | Ide Schelling            | Bora-Hansgrohe           | 54 pts                   |                          |
| 2.º                      | Robin Froidevaux         | Tudor Pro Cycling Team   | 42 pts                   |                          |
| 3.º                      | Matej Mohorič            | Bahrain Victorious       | 40 pts                   |                          |
| 4.º                      | Filippo Zana             | Team Jayco AlUla         | 40 pts                   |                          |
| 5.º                      | Luka Mezgec              | Team Jayco AlUla         | 38 pts                   |                          |
| 6.º                      | Phil Bauhaus             | Bahrain Victorious       | 36 pts                   |                          |
| 7.º                      | Matteo Moschetti         | Q36.5 Pro Cycling Team   | 36 pts                   |                          |
| 8.º                      | Jesús David Peña         | Team Jayco AlUla         | 34 pts                   |                          |
| 9.º                      | David González López     | Caja Rural-Seguros RGA   | 26 pts                   |                          |
| 10.º                     | Diego Ulissi             | UAE Team Emirates        | 24 pts                   |                          |

### Clasificación de los jóvenes
| Clasificación del mejor joven | Clasificación del mejor joven | Clasificación del mejor joven      | Clasificación del mejor joven | Clasificación del mejor joven |
| Ciclista                      | Ciclista                      | Equipo                             | Tiempo                        |                               |
| ----------------------------- | ----------------------------- | ---------------------------------- | ----------------------------- | ----------------------------- |
| 1.º                           | Raúl García Pierna            | Equipo Kern Pharma                 | 20 h 02 min 58 s              |                               |
| 2.º                           | Marcel Camprubí               | Q36.5 Pro Cycling Team             | + 1 min 10 s                  |                               |
| 3.º                           | Embret Svestad-Bårdseng       | Human Powered Health               | + 5 min 17 s                  |                               |
| 4.º                           | Gal Glivar                    | Adria Mobil                        | + 18 min 26 s                 |                               |
| 5.º                           | Dylan Hopkins                 | Ljubljana Gusto Santic             | + 18 min 55 s                 |                               |
| 6.º                           | Fabio Christen                | Q36.5 Pro Cycling Team             | + 19 min 25 s                 |                               |
| 7.º                           | Martin Voltr                  | RRK Group-Pierre Baguette-Benzinol | + 20 min 15 s                 |                               |
| 8.º                           | Nicolo Buratti                | Bahrain Victorious                 | + 20 min 36 s                 |                               |
| 9.º                           | Natan Gregorčič               | Ljubljana Gusto Santic             | + 27 min 25 s                 |                               |
| 10.º                          | Daniel Vysočan                | RRK Group-Pierre Baguette-Benzinol | + 27 min 54 s                 |                               |

### Clasificación por equipos
| Clasificación por equipos | Clasificación por equipos          | Clasificación por equipos | Clasificación por equipos |
| Equipo                    | Equipo                             | Tiempo                    |                           |
| ------------------------- | ---------------------------------- | ------------------------- | ------------------------- |
| 1.º                       | Equipo Kern Pharma                 | 60 h 09 min 57 s          |                           |
| 2.º                       | Green Project-Bardiani CSF-Faizanè | + 3 min 01 s              |                           |
| 3.º                       | Human Powered Health               | + 3 min 19 s              |                           |
| 4.º                       | Caja Rural-Seguros RGA             | + 6 min 10 s              |                           |
| 5.º                       | Q36.5 Pro Cycling Team             | + 6 min 24 s              |                           |
| 6.º                       | Team Jayco AlUla                   | + 12 min 20 s             |                           |
| 7.º                       | Bora-Hansgrohe                     | + 12 min 24 s             |                           |
| 8.º                       | Bahrain Victorious                 | + 14 min 36 s             |                           |
| 9.º                       | Team Vorarlberg                    | + 14 min 51 s             |                           |
| 10.º                      | Eolo-Kometa                        | + 15 min 03 s             |                           |

## Evolución de las clasificaciones
| Etapa                   |                         | Ganador _         | Clasificación general | Puntos            | Montaña           | Jóvenes            | Equipo _               |
| ----------------------- | ----------------------- | ----------------- | --------------------- | ----------------- | ----------------- | ------------------ | ---------------------- |
| 1.ª etapa               | etapa escarpada         | Dylan Groenewegen | Dylan Groenewegen     | Dylan Groenewegen | Andrea Garosio    | Raúl García Pierna | Caja Rural-Seguros RGA |
| 2.ª etapa               | etapa escarpada         | Dylan Groenewegen | Dylan Groenewegen     | Dylan Groenewegen | Giovanni Aleotti  | Raúl García Pierna | Caja Rural-Seguros RGA |
| 3.ª etapa               | etapa escarpada         | Ide Schelling     | Dylan Groenewegen     | Dylan Groenewegen | Viktor Potočki    | Raúl García Pierna | Caja Rural-Seguros RGA |
| 4.ª etapa               | etapa de montaña        | Jesús David Peña  | Filippo Zana          | Ide Schelling     | Samuele Zoccarato | Raúl García Pierna | Equipo Kern Pharma     |
| 5.ª etapa               | etapa escarpada         | Matej Mohorič     | Filippo Zana          | Ide Schelling     | Samuele Zoccarato | Raúl García Pierna | Equipo Kern Pharma     |
| Clasificaciones finales | Clasificaciones finales |                   | Filippo Zana          | Ide Schelling     | Samuele Zoccarato | Raúl García Pierna | Equipo Kern Pharma     |

## UCI World Ranking
El Tour de Eslovenia otorgó puntos para el UCI World Ranking para corredores de los equipos en las categorías UCI WorldTeam, UCI ProTeam y Continental. Las siguientes tablas son el baremo de puntuación y los diez corredores que obtuvieron más puntos:
| Posición              | 1.º | 2.º | 3.º | 4.º | 5.º | 6.º | 7.º | 8.º | 9.º | 10.º | 11.º | 12.º | 13.º | 14.º | 15.º | 16.º-30.º | 31.º-40.º |
| Clasificación general | 200 | 150 | 125 | 100 | 85  | 70  | 60  | 50  | 40  | 35   | 30   | 25   | 20   | 15   | 10   | 5         | 3         |
| Por etapa             | 20  | 15  | 10  | 5   | 3   |     |     |     |     |      |      |      |      |      |      |           |           |
| Líder                 | 5   |     |     |     |     |     |     |     |     |      |      |      |      |      |      |           |           |

| Clasificación |                   |                      |         |       |       |       |
| Posición      | Ciclista          | Equipo               | General | Etapa | Líder | Total |
| ------------- | ----------------- | -------------------- | ------- | ----- | ----- | ----- |
| 1.º           | Filippo Zana      | Jayco AlUla          | 200     | 30    | 5     | 235   |
| 2.º           | Matej Mohorič     | Bahrain Victorious   | 150     | 20    | -     | 170   |
| 3.º           | Diego Ulissi      | UAE Team Emirates    | 125     | 10    | -     | 135   |
| 4.º           | Jesús David Peña  | Jayco AlUla          | 85      | 20    | -     | 105   |
| 5.º           | Giovanni Aleotti  | Bora-Hansgrohe       | 100     | 3     | -     | 103   |
| 6.º           | Lorenzo Fortunato | EOLO-KOMETA          | 70      | 5     | -     | 75    |
| 7.º           | Ben Zwiehoff      | Bora-Hansgrohe       | 60      | -     | -     | 60    |
| 8.º           | Dylan Groenewegen | Jayco AlUla          | -       | 40    | 15    | 55    |
| 9.º           | Paul Double       | Human Powered Health | 50      | -     | -     | 50    |
| 10.º          | Wout Poels        | Bahrain Victorious   | 40      | -     | -     | 40    |